# Microrégion de Codó

Localisation de la microrégion de Codó

La microrégion de Codó est l'une des six microrégions qui subdivisent l'est de l'État du Maranhão au Brésil.
Elle comporte 6 municipalités qui regroupaient 259 813 habitants en 2006 pour une superficie totale de 9 910 km2.

## Municipalités[1]
- Alto Alegre do Maranhão
- Capinzal do Norte
- Codó
- Coroatá
- Peritoró
- Timbiras